# Hélio dos Anjos
Hélio, właśc. Hélio César Pinto dos Anjos (ur. 7 marca 1958 w Janaibie) – brazylijski trener piłkarski.

## Kariera
Od końca lat 80. jako pierwszy szkoleniowiec pracował w klubach pierwszej lub drugiej ligi brazylijskiej, m.in. z Avaí FC (1990), EC Juventude (1991, 2001 i 2005–2006), Santo André (1993 i 2004), Náutico (1993 i 2006), Athletico Paranaense (1994), Remo (1995), Goias Goiania (1995, 1999–2000 i 2001–2002), Sport Club do Recife (1996–1997 i 2003–2004), Grêmio (1997), EC Bahia (2004–2005), CR Vasco da Gama (2001) i AD São Caetano (2006).
W marcu 2007 roku zastąpił swojego rodaka Marcosa Paquetę na stanowisku selekcjonera reprezentacji Arabii Saudyjskiej.